# 史考特·伯納
斯科特·伯納（英語：Scott Budner，1956年11月14日—），是美國退役棒球運動員，球員時期守備位置為投手，生涯皆未上過大聯盟，之後在小聯盟多個球隊歷任投手教練。2018年擔任中信兄弟投手教練和總教練，因2018年9月時時任總教練科里·史耐德因猶他州自宅受森林大火影響故請假返美處理 ，而代理總教練一職，2018年10月25日，正式接任中信兄弟總教練，但2019年球季結束後未獲續約。

## 經歷
- 美國職棒舊金山巨人隊（小聯盟，1977年～1980年）
- 美國職棒巴爾的摩金鶯隊（小聯盟，1981年）
- 傑克遜維爾大學投手教練
- 美國職棒奧克蘭運動家隊小聯盟Madison Muskies投手教練（1991年）
- 美國職棒奧克蘭運動家隊小聯盟Reno Silver Sox投手教練（1992年）
- 美國職棒西雅圖水手隊小聯盟Lancaster JetHawks投手教練（2000年）
- 美國職棒西雅圖水手隊小聯盟Wisconsin Timber Rattlers投手教練（2001年）
- 美國職棒西雅圖水手隊小聯盟San Bernardino Stampede投手教練（2002年）
- 美國職棒西雅圖水手隊小聯盟Inland Empire 66ers投手教練（2003年）
- 美國職棒西雅圖水手隊小聯盟San Antonio Missions投手教練（2004年）
- 美國職棒西雅圖水手隊小聯盟Inland Empire 66ers投手教練（2005年～2006年）
- 美國職棒西雅圖水手隊小聯盟High Desert Mavericks投手教練（2007年）
- 美國職棒西雅圖水手隊小聯盟West Tennessee Diamond Jaxx投手教練（2008年）
- 美國職棒洛杉磯天使隊小聯盟Arkansas Travelers投手教練（2016年）
- 美國職棒邁阿密馬林魚隊小聯盟New Orleans Baby Cakes投手教練（2017年）
- 中華職棒中信兄弟隊投手教練（2018年）
- 中華職棒中信兄弟隊代理總教練（2018年9月～2018年10月）
- 中華職棒中信兄弟隊總教練（2019年）

## 執教生涯成績
|           |           |     |    |    |   |      |    | 備註       |
| --------- | --------- | --- | -- | -- | - | ---- | -- | ---------- |
| 2018      | 中信兄弟  | 17  | 6  | 11 | 0 | .353 | 4  | 代理總教練 |
| 2019      | 中信兄弟  | 120 | 62 | 56 | 2 | .525 | 3  | 下半季冠軍 |
| 合計：2年 | 合計：2年 | 137 | 68 | 67 | 2 | .504 | -- |            |

## 爭議
- 2019年10月25日，被爆出球隊奪取下半季冠軍後，於賽後訪問向採訪記者展示類似男性生殖器的娃娃「迪克先生」，而且受訪時未穿衣服僅用浴巾遮住下半身，被中職聯盟依《球團隊職員管理辦法》開罰2萬元，禁賽1場[3]。

## 外部連結
- 史考特·伯納在台灣棒球維基館上的頁面（繁體中文）

| 前任： 科里·史耐德 | 中信兄弟總教練 2018年12月16日－2019年12月6日 | 繼任： 丘昌榮 |